# CAHL 1930/31
Die Saison 1930/31 war die fünfte reguläre Saison der Canadian-American Hockey League (CAHL). Meister wurden die Springfield Indians.

## Modus
In der Regulären Saison absolvierten die fünf Mannschaften jeweils 40 Spiele. Die drei bestplatzierten Mannschaften qualifizierten sich für die Playoffs, wobei der Erstplatzierte in der ersten Runde ein Freilos hatte. Für das Weiterkommen im Halbfinale waren die erzielten Tore entscheidend, im Finale in der Best-of-Five-Serie die Anzahl der Siege. Für einen Sieg erhielt jede Mannschaft zwei Punkte, bei einem Unentschieden einen Punkt und bei einer Niederlage null Punkte.

## Reguläre Saison

### Tabelle
Abkürzungen: GP = Spiele, W = Siege, L = Niederlagen, T = Unentschieden, GF = Erzielte Tore, GA = Gegentore, Pts = Punkte
|                     | GP | W  | L  | T | GF  | GA  | Pts |
| ------------------- | -- | -- | -- | - | --- | --- | --- |
| Springfield Indians | 40 | 29 | 9  | 2 | 167 | 99  | 60  |
| Providence Reds     | 40 | 23 | 11 | 6 | 132 | 96  | 52  |
| Boston Tigers/Cubs  | 40 | 14 | 22 | 4 | 96  | 114 | 32  |
| Philadelphia Arrows | 40 | 12 | 22 | 6 | 84  | 108 | 30  |
| New Haven Eagles    | 40 | 9  | 23 | 8 | 78  | 140 | 26  |

## Playoffs
|  | Halbfinale | Halbfinale          | Halbfinale |  |  | Finale | Finale              | Finale |
|  |            |                     |            |  |  |        |                     |        |
|  |            |                     |            |  |  |        |                     |        |
|  | 1          | Springfield Indians |            |  |  |        |                     |        |
|  |            | Freilos             |            |  |  |        |                     |        |
|  |            |                     |            |  |  | 1      | Springfield Indians | 3      |
|  |            |                     |            |  |  | 3      | Boston Cubs         | 2      |
|  | 2          | Providence Reds     | 6          |  |  |        |                     |        |
|  | 3          | Boston Cubs         | 7          |  |  |        |                     |        |
|  |            |                     |            |  |  |        |                     |        |